# شیریل فلورانوس
شرل فلورانوس (انگلیسی: Sherel Floranus؛ زادهٔ ۲۳ اوت ۱۹۹۸) بازیکن فوتبال اهل پادشاهی هلند است.
از باشگاه‌هایی که در آن بازی کرده‌است می‌توان به باشگاه فوتبال اسپارتا روتردام اشاره کرد.
وی همچنین در تیم‌های ملی فوتبال زیر ۱۷ سال هلند، زیر ۱۹ سال هلند، و زیر ۱۹ سال هلند بازی کرده‌است.